# Chlorurus cyanescens
Chlorurus cyanescens là một loài cá biển thuộc chi Chlorurus trong họ Cá mó. Loài này được mô tả lần đầu tiên vào năm 1840.

## Từ nguyên
Từ định danh của loài trong tiếng Latinh mang nghĩa là "thẫm xanh", hàm ý đề cập đến màu xanh lam thẫm của cá đực.

## Phạm vi phân bố và môi trường sống
C. cyanescens được biết đến dọc theo bờ biển Đông Phi, từ Kenya và đảo Zanzibar (thuộc Tanzania) trải dài về phía nam đến Nam Phi, bao gồm Madagascar và các đảo quốc xung quanh.
Loài này sống gần các rạn san hô viền bờ ở độ sâu đến ít nhất là 30 m.

## Mô tả
C. cyanescens có chiều dài cơ thể tối đa được biết đến là 50 cm. Thân thuôn dài, hình bầu dục. C. cyanescens đực có bướu trên trán. Cá đực có màu xanh lam thẫm ở đầu và thân trước, cũng như tất cả các vây. Các vây (trừ vây ngực) có viền xanh óng. Toàn bộ phần thân còn lại có màu vàng lục, làm nổi bật viền đen của vảy.
Số gai vây lưng: 9; Số tia vây ở vây lưng: 10; Số gai vây hậu môn: 3; Số tia vây ở vây hậu môn: 9.

## Sinh thái học
Thức ăn của C. cyanescens là tảo và san hô. C. cyanescens có thể sống đơn độc hoặc hợp thành đàn trên các rạn san hô.
C. cyanescens được đánh bắt để làm thực phẩm. Chúng là loài có tính cảnh giác cao và sống ở vùng nước sâu nên rất khó đánh bắt.